# Egyszerű kráter

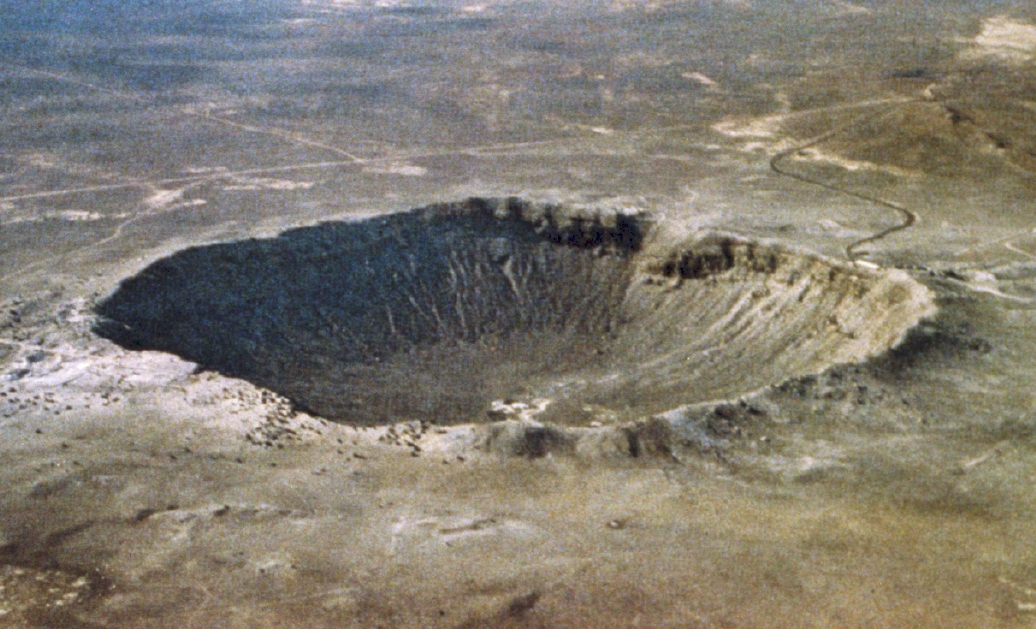
A Barringer-kráter Arizonában

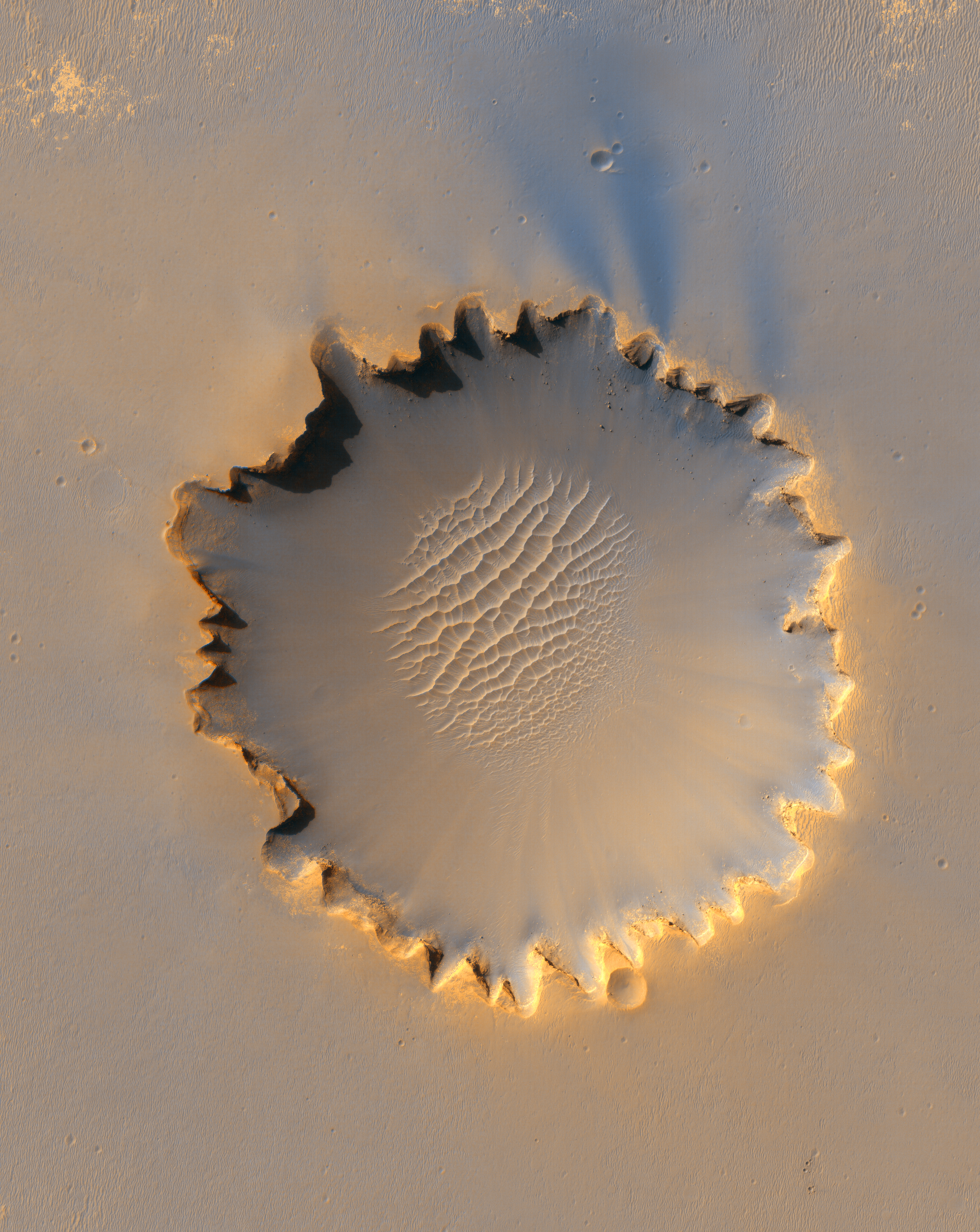
A Victoria-kráter a Marson

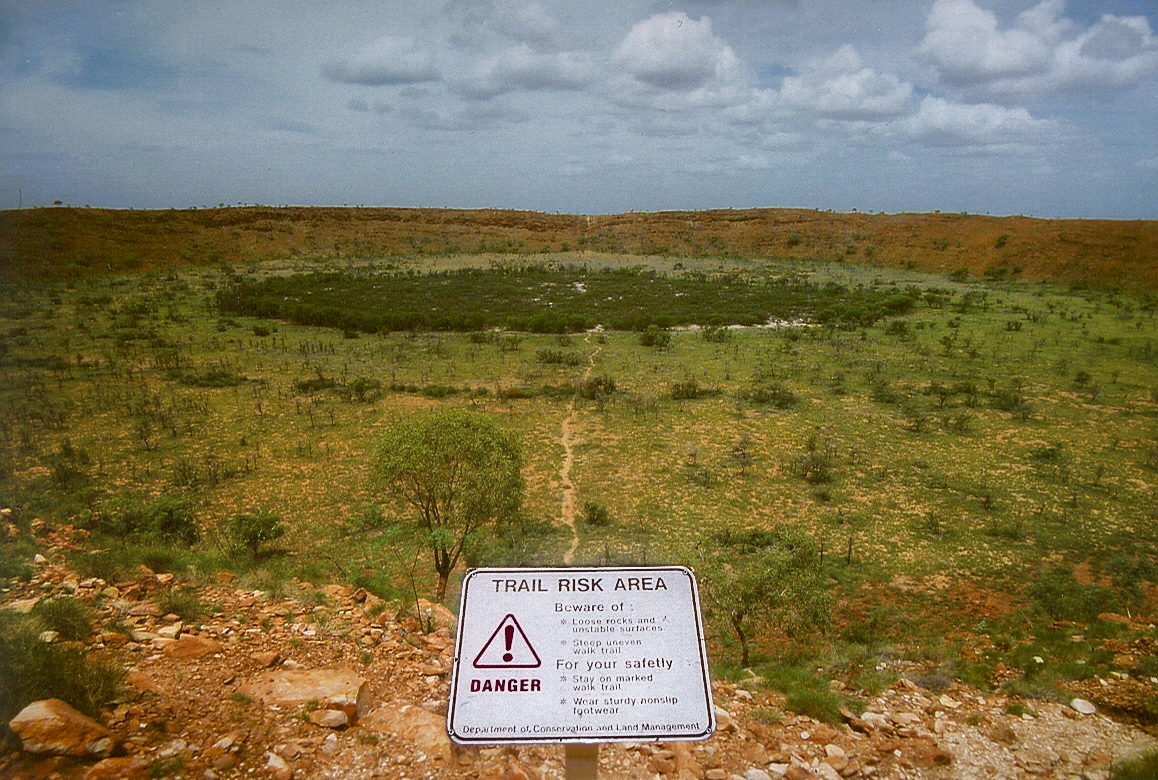
A Wolfe Creek-kráter Ausztráliában

Az egyszerű kráter a becsapódási kráterek legegyszerűbb típusa. Egyszerű kráter minden szilárd felszínű égitesten található, ezek a legáltalánosabban előforduló kráterek.

## Jellemzői
Tál alakúak, kiemelt sáncuk és néha sima, mély fenekük van. Komplex szerkezet nem található bennük.
Az egyszerű kráterek mérete kicsi, a Földön (alapkőzettől függően) maximum körülbelül 3–6 km átmérőjűek, a Ganymedesen és a Marson maximum 5 km átmérőjűek, a Holdon maximum 15 km-esek. A komplex kráterekbe történő átmenet kritikus mérete a gravitációval fordítottan arányos, azaz minél kisebb a gravitáció egy égitesten, annál nagyobbak lehetnek ott az egyszerű kráterek: a legnagyobbat eddig az Amaltheán találták (90 km átmérő).
Ellentétben a komplex kráterekkel, az egyszerű kráterek mélysége szélességükkel arányosan növekszik. A Holdon mélységük átmérőjüknek a 15–20%-a (mélység:átmérő arányuk 1:5). A hasonló gravitáció ellenére a Ganymedes kőzet-jégholdon mélységük kb. 30–60%-kal sekélyebb, mint a Holdon.

### A krátergödör
A “tál” fenekén általában felhalmozódik a sáncról lejtős tömegmozgással lecsuszamló anyag, ami az eredetileg tál alakú aljzatot síkká vagy dimbes-dombossá teheti. Ezek azonban nem alkotnak teraszokat, mint a komplex kráterek esetén. Különleges esetben – például Eros – ugyanitt por gyűlhet össze, azaz úgynevezett portócsa jöhet létre vagy a kráter keletkezésekor létrejött olvadék.
Az egyszerű kráterek közelítőleg megőrzik a tranziens kráter tál alakját  és méretét. A tranziens kráternek a túl meredek falából törmelék omlik le a krátergödörbe (breccsalencsét alkotva). A végső kráter átmérője a tranziens kráterénél legfeljebb 20%-kal lehet nagyobb.
A lecsuszamlott üledék alatt lévő kilökött és visszahullott törmelék a megolvadt kőzetekkel együtt alkotja az (allochton, elmozdult) breccsalencsét, amely részben feltölti az eredeti mélyedést (crater-fill unit). Ez alatt található a kráter valódi alja, mely a tranziens kráteréhez képest jelentősen nem módosult.
A kráter látható aljzata alatt találhatók a parautochton (kissé elmozdult) kőzetek, amelyek inkább csak feltöredeztek, és nem olvadtak meg és nem is estek át sokkmetamorfózison.

### Környezete
A kidobott anyag (fallout ejecta) távolabbra visszahullt része a kráter mélyedésén kívül alkot vékonyodó réteget: ez a törmeléktakaró (ejecta blanket). A törmeléktakaró, amelynek legvastagabb része maga a sánc, kb. 0,5–1 kráterátmérő távolságig húzódik, és általában (különösen friss krátereknél) a környezetüktől eltérő albedójú. A krátertől még távolabb, részben még a törmelékterítőben találhatók a kidobott nagyobb törmelékdarabok létrehozta apró, másodlagos kráterek. Ezek eloszlása szabálytalan, néha láncokba vagy kisebb mezőkbe tömörülnek.

## Ismert egyszerű kráterek
A legismertebb egyszerű földi kráter a kissé szögletes alakú arizonai Barringer-kráter, amely 1,2 km átmérőjű. 20 ezer éve egy, körülbelül 40–60 m átmérőjű, 30 ezer tonnás vasmeteorit ütötte.

### Kisbolygók kráterei
A laza, néha szivacsszerűen üreges belső szerkezetű kisbolygókon a nagyobb kráterek szokatlanul mélyek, mivel nem csak a robbanáskor kirepült anyag hozza létre őket, hanem részben a felszín alatti üregek beszakadásával is mélyülnek (pl. a Mathildén). Mind a kis, mind a komplex, viszonylag friss kráterek belső lejtőjén jellemző a “csíkozottság”, mely a lejtős tömegmozgások nyoma (pl. Phoebe, Phobos, Eros).

## Kapcsolódó szócikk
- Komplex kráter

## Forrás és hivatkozások
- Bérczi Szaniszló, Gucsik Arnold, Hargitai Henrik, Horvai Ferenc, Illés Erzsébet, Kereszturi Ákos, Nagy Szabolcs János: A Naprendszer kisenciklopédiája – A Naprendszer formakincse (1): Becsapódások folyamata, nyomai és hatásai. ELTE TTK – MTA Kozmikus Anyagokat Vizsgáló Űrkutató Csoport, 2005.
- planetologia.elte.hu